# Campioni italiani assoluti di atletica leggera - Staffetta 4×100 metri maschile
Questa pagina raccoglie un elenco di tutti i campioni italiani dell'atletica leggera nella staffetta 4×100 metri, specialità che entrò nel programma dei campionati nel 1921.

## Albo d'oro
| Anno | Società (atleti) | Prestazione            |
| ---- | --- | ---------------------- |
| 1921 | Sport Club Italia Milano Angelo Vigani Angelo Scuri Giovanni Orlandi Ernesto Bonacina                                   | 46"3/5(m)              |
| 1922 | Sport Club Italia Milano Angelo Scuri Enrico Grimoldi Mario Ferrari Ernesto Bonacina                                    | 44"4/5(m)              |
| 1923 | La Fenice Venezia Antonio Prior Arturo Nespoli Carlo Mereu Aldo Colussi                                                 | 44"1/5(m)              |
| 1924 | La Fenice Venezia Antonio Prior Luigi Parolini Ugo Vianello Aldo Colussi                                                | 44"2/5(m)              |
| 1925 | Gruppo Sportivo Oberdan Milano Natale Oldoni Antonio Maineri Gustavo Dazio Ruggero Maregatti                            | 44"1/5(m)              |
| 1926 | Gruppo Sportivo Oberdan Milano Franco Reyser Antonio Maineri Gustavo Dazio Ruggero Maregatti                            | 43"2/5(m)              |
| 1927 | Gruppo Sportivo Oberdan Milano Franco Reyser Antonio Maineri Gustavo Dazio Ruggero Maregatti                            | 44"1/5(m)              |
| 1928 | Gruppo Sportivo Oberdan Milano Antonio Maineri Franco Reyser Lodovico Fortina Ruggero Maregatti                         | 43"0(m)                |
| 1929 | Associazione Sportiva Ambrosiana-Inter Luciano Battocchi Ruggero Maregatti Antonio Maineri Luigi Facelli                | 43"1/5(m)              |
| 1930 | Sport Club Italia Milano Alberto Gnecchi Fulvio Gesa Elio Ragni Edgardo Toetti                                          | 43"1/5(m)              |
| 1931 | ASSI Giglio Rosso Vasco Lucci Enrico Torre Manfredo Giacomelli Guido Cortopassi                                         | 43"2/5(m)              |
| 1932 | Virtus Atletica Bologna Francesco Senni Giulio Giovenzana Piero Grigioni Gabriele Salviati                              | 43"1/5(m)              |
| 1933 | Pro Patria Milano Giovannino Cani Edgardo Toetti Angelo Ferrario Ruggero Maregatti                                      | 43"2/5(m)              |
| 1934 | Pro Patria Milano Giovannino Cani Giovanni Fusarpoli Mario Larocchi Angelo Ferrario                                     | 43"0(m)                |
| 1935 | Pro Patria Milano Giovannino Cani Fulvio Gesa Angelo Ferrario Edgardo Toetti                                            | 44"0(m)                |
| 1936 | Sport Club Italia Milano Elio Ragni Leonida Bertoletti Ezio Bertoletti Orazio Mariani                                   | 42"2(m)                |
| 1937 | Sport Club Italia Milano Elio Ragni Leonida Bertoletti Ezio Bertoletti Orazio Mariani                                   | 42"2(m)                |
| 1938 | Gruppo Sportivo Baracca Milano Elio Ragni Tullio Gonnelli Leonida Bertoletti Orazio Mariani                             | 42"6(m)                |
| 1939 | Gruppo Sportivo Baracca Milano Orazio Mariani Leonida Bertoletti Armando Pennati Tullio Gonnelli                        | 41"8(m)                |
| 1940 | Gruppo Sportivo Baracca Milano Orazio Mariani Mario Lanzi Adriano Ambrosini Tullio Gonnelli                             | (m)                    |
| 1941 | Gruppo Sportivo Baracca Milano Carlo Monti Enrico Perucconi Edoardo Daelli Luigi Bettini                                | 41"7(m)                |
| 1942 | Gruppo Sportivo Baracca Milano Franco Muzzana Gianni Caldana Edoardo Daelli Enrico Perucconi                            | 42"6(m)                |
| 1943 | Gruppo Sportivo Baracca Milano Armando Pennati Signoroni Luigi Gallinari Orazio Mariani                                 | (m)                    |
| 1944 | Edizione non disputata                                                                                                  | Edizione non disputata |
| 1945 | Curiel Milano Enrico Perucconi Aldo Turrini Gianni Caldana Carlo Manara                                                 | 43"9(m)                |
| 1946 | Unione Sportiva Milano Ernesto Bianchi Guido Gritti Gino Riva Carlo Monti                                               | 42"6(m)                |
| 1947 | Ambrosiana Gagnola Milano Giorgio Cattaneo Antonio Siddi Guido Gritti Aldo Turrini                                      | (m)                    |
| 1948 | Unione Sportiva Milano Rozzi Mario Naj Oleari Carlo Monti Giuseppe Guzzi                                                | 43"2(m)                |
| 1949 | Pro Patria Milano Marzetti Luigi Grossi Enrico Perucconi Mario Naj Oleari                                               | 44"0(m)                |
| 1950 | Società Ginnastica Gallaratese Orio Luoni Gino Riva Giuseppe Guzzi Antonio Siddi                                        | 42"1(m)                |
| 1951 | Società Ginnastica Gallaratese Angelo Moretti Orio Luoni Giuseppe Guzzi Antonio Siddi                                   | 42"3(m)                |
| 1952 | Società Ginnastica Gallaratese Enzo Azzoni Orio Luoni Angelo Moretti Antonio Siddi                                      | 43"0(m)                |
| 1953 | Gruppo Sportivo Pirelli Renzo Corato Augusto Grilli Luciano Granelli Luigi Grossi                                       | 42"8(m)                |
| 1954 | Società Ginnastica Etruria Prato Luciano Mengoni Giampaolo Matteuzzi Maurizio Gori Carlo Panero                         | 42"5(m)                |
| 1955 | Atletica Riccardi Franco Faletti Sergio D'Asnach Enzo Annoni Angelo Pagani                                              | 42"1(m)                |
| 1956 | Società Ginnastica Gallaratese Vittorio Marcora Luigi Gnocchi Giulio Marini Enzo Azzoni                                 | 42"2(m)                |
| 1957 | ASSI Giglio Rosso Luciano Mengoni Gianfranco Cordella Lucio Sangermano Domenico Massaccesi                              | 42"1(m)                |
| 1958 | Gruppo Sportivo Fiamme Oro Jean-Pierre Boccardo Sergio D'Asnach Giovanni Ghiselli Attilio Bravi                         | 41"3(m)                |
| 1959 | Gruppo Sportivo Fiamme Oro Vittorio Marcora Jean-Pierre Boccardo Giorgio Mazza Livio Berruti                            | 41"3(m)                |
| 1960 | Gruppo Sportivo Pirelli Armando Sardi Giancarlo Sisti Francesco Vincenzi Sergio Ottolina                                | 41"9(m)                |
| 1961 | Gruppo Sportivo Fiamme Oro Dino Rosso Edoardo Bellotti Pier Giorgio Cazzola Giorgio Mazza                               | 41"4(m)                |
| 1962 | Gruppo Sportivo Fiamme Oro Edoardo Bellotti Giorgio Mazza Pier Giorgio Cazzola Pietro Montanari                         | 42"2(m)                |
| 1963 | Gruppo Sportivo Fiamme Oro Franco Nobili Bruno Bianchi Pier Giorgio Cazzola Giorgio Mazza                               | 41"7(m)                |
| 1964 | Gruppi Sportivi Fiamme Gialle Giulio Latini Bertoli Giovanni Beraldi Pasquale Giannattasio                              | 41"2(m)                |
| 1965 | Gruppo Sportivo Augusta Gallarate Ernesto Rimoldi Attilio Monetti Ippolito Giani Sergio Ottolina                        | 41"7(m)                |
| 1966 | Lilion SNIA Varedo Alberto Agostoni Angelo Sguazzero Armando Sardi Ennio Preatoni                                       | 41"0(m)                |
| 1967 | Lilion SNIA Varedo Alberto Agostoni Angelo Sguazzero Armando Sardi Ennio Preatoni                                       | 40"3(m)                |
| 1968 | Lilion SNIA Varedo Alberto Agostoni Bruno Bianchi Angelo Sguazzero Ennio Preatoni                                       | 41"0(m)                |
| 1969 | Centro Sportivo Aeronautica Militare Carlo Laverda Ennio Preatoni Lorenzo Cellerino Vittorio Roscio                     | 40"4(m)                |
| 1970 | FIAT Torino Giorgio Rietti Pietro Centaro Augusto Montonati Giacomo Puosi                                               | 40"4(m)                |
| 1971 | Centro Sportivo Aeronautica Militare Alberto Agostoni Norberto Oliosi Gino Perbellini Vincenzo Guerini                  | 40"0(m)                |
| 1972 | ICAM Lecco Alberto Agostoni Antonio Agostoni Giuseppe Andreotti Alfredo Maccaccaro                                      | 41"3(m)                |
| 1973 | Atletica Bergamo Fonti Gaverina Mario Alemanni Luigi Capra Alfio Ghisdulich Vincenzo Guerini                            | 40"6(m)                |
| 1974 | Alco Atletica Rieti Luigi D'Onofrio Norberto Oliosi Pasqualino Abeti Pietro Mennea                                      | 40"3                   |
| 1975 | Centro Sportivo Carabinieri Angelo Pagani Michele Rossi Luigi Benedetti Sergio Morselli                                 | 40"6(m)                |
| 1976 | Gruppo Sportivo Fiamme Oro Giovanni Modena Alfonso Orlando Augusto Toscani Luciano Caravani                             | 41"05                  |
| 1977 | FIAT Iveco Torino Giuseppe Buttari Alberto Anello Vittorio Milanesio Luigi Benedetti                                    | 40"78                  |
| 1978 | Pro Patria AZ Verde Milano Paolo Scaramuzza Andrea Janes Pasqualino Abeti Pietro Farina                                 | 40"77                  |
| 1979 | Gruppo Sportivo Fiamme Oro Franco Lazzer Luciano Caravani Diego Nodari Domenico Guglielmi                               | 40"20                  |
| 1980 | Gruppi Sportivi Fiamme Gialle Stefano Gorini Francesco Tiziani Luciano Cianti Carlo Simionato                           | 40"48                  |
| 1981 | Gruppi Sportivi Fiamme Gialle Alfredo Contento Francesco Tiziani Ermanno Colombo Carlo Simionato                        | 40"32                  |
| 1982 | Gruppo Sportivo Fiamme Oro Franco Lazzer Luciano Caravani Franco Zucchini Massimo Clementoni                            | 40"37                  |
| 1983 | Gruppi Sportivi Fiamme Gialle Alfredo Contento Giovanni Grazioli Salvatore Castiglione Antonio Ullo                     | 40"37                  |
| 1984 | Gruppi Sportivi Fiamme Gialle Alfredo Contento Salvatore Castiglione Antonio Ullo Giovanni Grazioli                     | 41"31                  |
| 1985 | Pro Patria Freedent Milano Roberto Mancini Domenico Gorla Carlo Simionato Maurizio Aliboni                              | 39"85                  |
| 1986 | Gruppo Sportivo Fiamme Oro Francesco Navarra Claudio Pedrelli Mauro Fanton Valerio Rho                                  | 40"42                  |
| 1987 | CUS Roma Roberto Mancini Carlo Bilardo Stefano Tilli Giancarlo Tilli                                                    | 40"27                  |
| 1988 | Gruppo Sportivo Fiamme Azzurre Mario Longo Domenico Gorla Fabio Andreassi Ezio Madonia                                  | 40"09                  |
| 1989 | Pro Patria Osama Milano Carlo Simionato Sandro Floris Pierfrancesco Pavoni Fausto Frigerio                              | 39"49                  |
| 1990 | Gruppo Sportivo Fiamme Azzurre Mario Longo Maurizio De Masi Domenico Gorla Sandro Floris                                | 39"51                  |
| 1991 | Gruppo Sportivo Fiamme Azzurre Maurizio De Masi Mario Longo Michele Lazazzera Domenico Gorla                            | 40"08                  |
| 1992 | Centro Sportivo Carabinieri Rocco Ceselin Paolo Carniel Marco Menchini Andrea Amici                                     | 40"15                  |
| 1993 | Centro Sportivo Carabinieri Rocco Ceselin Andrea Amici Stefano Bellotto Marco Menchini                                  | 39"83                  |
| 1994 | Gruppo Sportivo Fiamme Oro Enrico Costa Luca Levorato Giorgio Marras Carlo Occhiena                                     | 39"81                  |
| 1995 | Gruppo Sportivo Fiamme Oro Alessandro De Micheli Andrea Colombo Maurizio Checcucci Luca Levorato                        | 40"15                  |
| 1996 | Gruppo Sportivo Forestale Marco Ciorba Alessandro Meli Roberto Tirino Domenico Nettis                                   | 39"78                  |
| 1997 | Gruppo Sportivo Fiamme Azzurre Francesco Scuderi Alessandro Orlandi Alessandro Attene Sandro Floris                     | 40"08                  |
| 1998 | Centro Sportivo Carabinieri Nicola Asuni Andrea Rabino Alessio Comparini Danilio Barzio                                 | 40"49                  |
| 1999 | Centro Sportivo Carabinieri Andrea Rabino Alessio Comparini Stefano Bellotto Andrea Amici                               | 39"65                  |
| 2000 | Centro Sportivo Carabinieri Andrea Rabino Marco Cuneo Michele Paggi Andrea Amici                                        | 39"66                  |
| 2001 | Centro Sportivo Aeronautica Militare Stefano Teglielli Andrea Fogliato Emanuele Di Gregorio Marco Torrieri              | 39"43                  |
| 2002 | Centro Sportivo Aeronautica Militare Stefano Teglielli Stefano Dacastello Emanuele Di Gregorio Marco Torrieri           | 39"47                  |
| 2003 | Centro Sportivo Carabinieri Andrea Rabino Massimiliano Dentali Stefano Bellotto Marco Cuneo                             | 39"37                  |
| 2004 | Centro Sportivo Carabinieri Walter Monti Alessandro Rocco Stefano Bellotto Massimiliano Dentali                         | 40"02                  |
| 2005 | Centro Sportivo Carabinieri Andrea Rabino Alessandro Rocco Stefano Bellotto Massimiliano Dentali                        | 40"01                  |
| 2006 | Gruppo Sportivo Fiamme Oro Luca Verdecchia Maurizio Checcucci Federico Dell'Aquila Lorenzo Tendi                        | 40"22                  |
| 2007 | Gruppo Sportivo Fiamme Oro Luca Simoni Maurizio Checcucci Luca Verdecchia Giuseppe Aita                                 | 40"05                  |
| 2008 | Gruppo Sportivo Fiamme Oro Francesco Agresti Maurizio Checcucci Lorenzo Tendi Giuseppe Aita                             | 40"25                  |
| 2009 | Atletica Riccardi Massimiliano Dentali Diego Marani Paolo Pistono Giovanni Tomasicchio                                  | 40"36                  |
| 2010 | Centro Sportivo Aeronautica Militare Jacques Riparelli Alessandro Berdini Davide Manenti Emanuele Di Gregorio           | 40"30                  |
| 2011 | Atletica Riccardi Massimiliano Dentali Giovanni Tomasicchio Giacomo Tortu Paolo Pistono                                 | 40"65                  |
| 2012 | Centro Sportivo Aeronautica Militare Michael Tumi Jacques Riparelli Davide Manenti Alessandro Berdini                   | 39"48                  |
| 2013 | Atletica Riccardi Massimiliano Dentali Fabio Squillace Giacomo Tortu Giovanni Galbieri                                  | 40"50                  |
| 2014 | Gruppi Sportivi Fiamme Gialle Fabio Cerutti Fausto Desalu Diego Marani Delmas Obou                                      | 39"29                  |
| 2015 | Gruppi Sportivi Fiamme Gialle Fabio Cerutti Fausto Desalu Lorenzo Valentini Delmas Obou                                 | 40"41                  |
| 2016 | Atletica Riccardi Massimiliano Ferraro Federico Cattaneo Giacomo Tortu Simone Tanzilli                                  | 39"68                  |
| 2017 | Gruppi Sportivi Fiamme Gialle Lorenzo Valentini Fausto Desalu Diego Marani Delmas Obou                                  | 40"03                  |
| 2018 | Atletica Riccardi Milano 1946 Massimiliano Ferraro Federico Cattaneo Marco Martini Hillary Wanderson Polanco Rijo       | 40"39                  |
| 2019 | Athletic Club 96 Alperia Jacques Riparelli Antonio Infantino Alessandro Monte Kevin Giacomelli                          | 40"92                  |
| 2020 | Athletic Club 96 Alperia Antonio Infantino Jacques Riparelli Alessandro Monte Kevin Giacomelli                          | 41"25                  |
| 2021 | Atletica Riccardi Milano 1946 Alessandro Malvezzi Simone Tanzilli Diego Marani Hillary Wanderson Polanco Rijo           | 40"16                  |
| 2022 | Atletica Biotekna Leonardo Rossi Nazareno Sacchetto Loris Tonella Andrea Federici                                       | 40"26                  |
| 2022 | Atletica Riccardi Milano 1946 Ruskin Molinari Nwagwu Simone Tanzilli Alessandro Malvezzi Hillary Wanderson Polanco Rijo | 40"26                  |
| 2023 | Atletica Riccardi Milano 1946 Ruskin Molinari Nwagwu Simone Tanzilli Andrea Bernardi Hillary Wanderson Polanco Rijo     | 39"95                  |
| 2024 | Atletica Biotekna Alexi Atchori Pietro Pivotto Andrea Federici Loris Tonella                                            | 40"16                  |
| 2025 | Atletica Studentesca Rieti Andrea Milardi Leonardo Pratali Damiano Dentato Jacopo Capasso Junior Tardioli               | 40"26                  |